# 江西区 (釜山広域市)

江西区庁

江西区（カンソく）は、大韓民国釜山広域市の西端にある区。
区域には金海国際空港がある。洛東江デルタ地帯に位置する田園地帯だが、沿海部では釜山新港などの大規模開発が行われている。

## 地理
洛東江と西洛東江にはさまれた三角州と、西洛東江西岸からなる。区域西部の海上には加徳島が浮かぶ。
洛東江を隔てて釜山広域市沙下区・沙上区・北区、西洛東江を隔てて慶尚南道昌原市鎮海区・金海市と隣接する。また、加徳島から海を挟んで西南に慶尚南道巨済市があり、2010年開通の巨加大橋で結ばれている。

## 歴史
区の大部分は、歴史的には金海郡に属していた（金海市#歴史も参照）。
1978年、洛東江三角州上の地域が最初に釜山直轄市に編入された。1989年、江西区が発足する際に西洛東江西岸と加徳島が区域に編入された。

### 年表
- 1973年7月1日 - 慶尚南道金海郡大渚面が大渚邑に昇格。
- 1976年 - 金海国際空港開港。
- 1978年2月15日 - 慶尚南道金海郡大渚邑および鳴旨面・駕洛面の各一部が釜山直轄市北区に編入。
- 1983年5月1日 - 市直轄の江西出張所が設置される。
- 1983年12月15日 - 大渚2洞の一部（乙淑島・日雄島）が沙下区に編入。
- 1989年1月1日 - 釜山直轄市北区の一部（大渚洞・江東洞・鳴旨洞）、慶尚南道金海郡駕洛面・菉山面、義昌郡天加面（加徳島）をもって釜山直轄市江西区を設置。
- 1995年3月1日 - 慶尚南道鎮海市の一部を編入。

## 行政

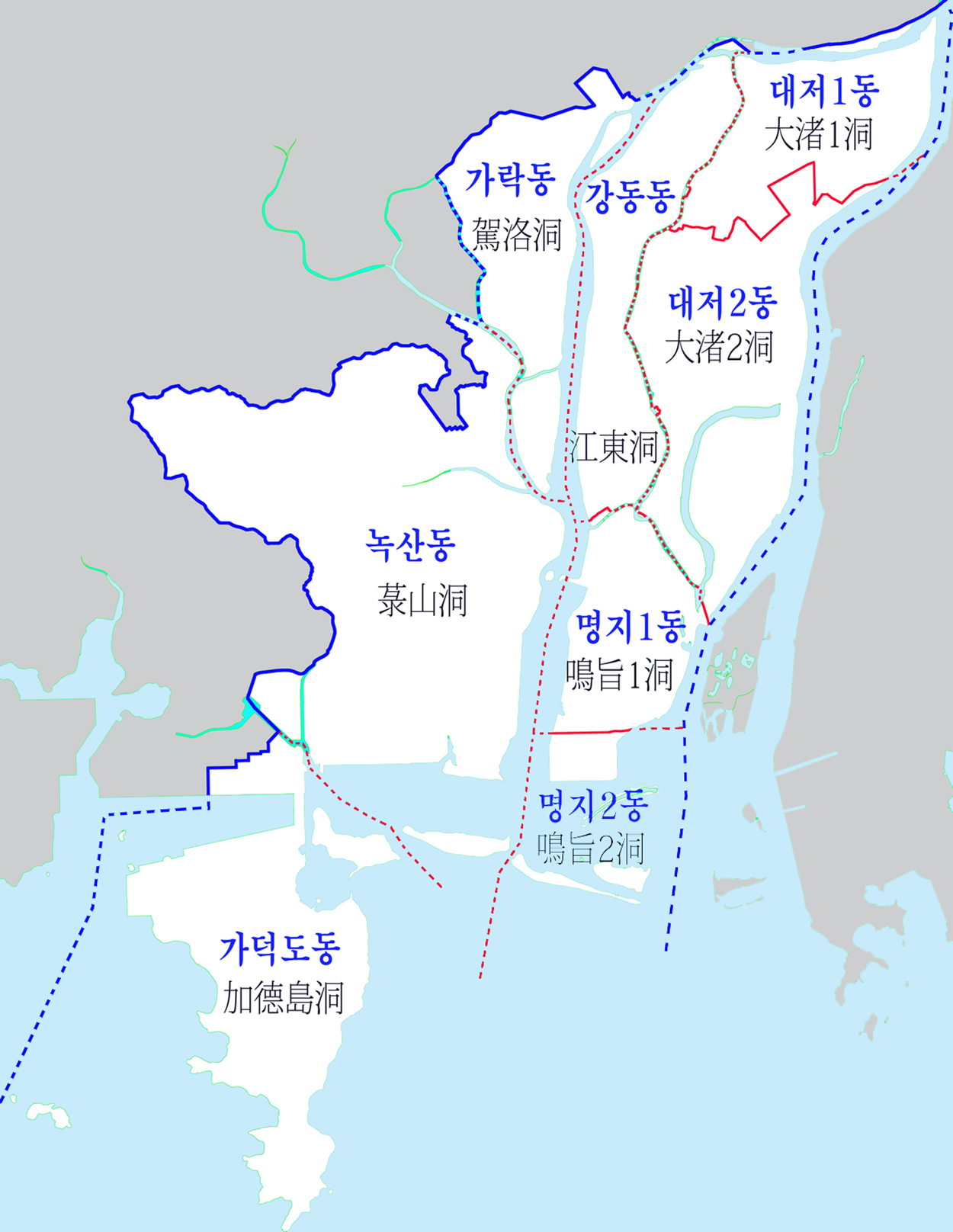
行政区域図

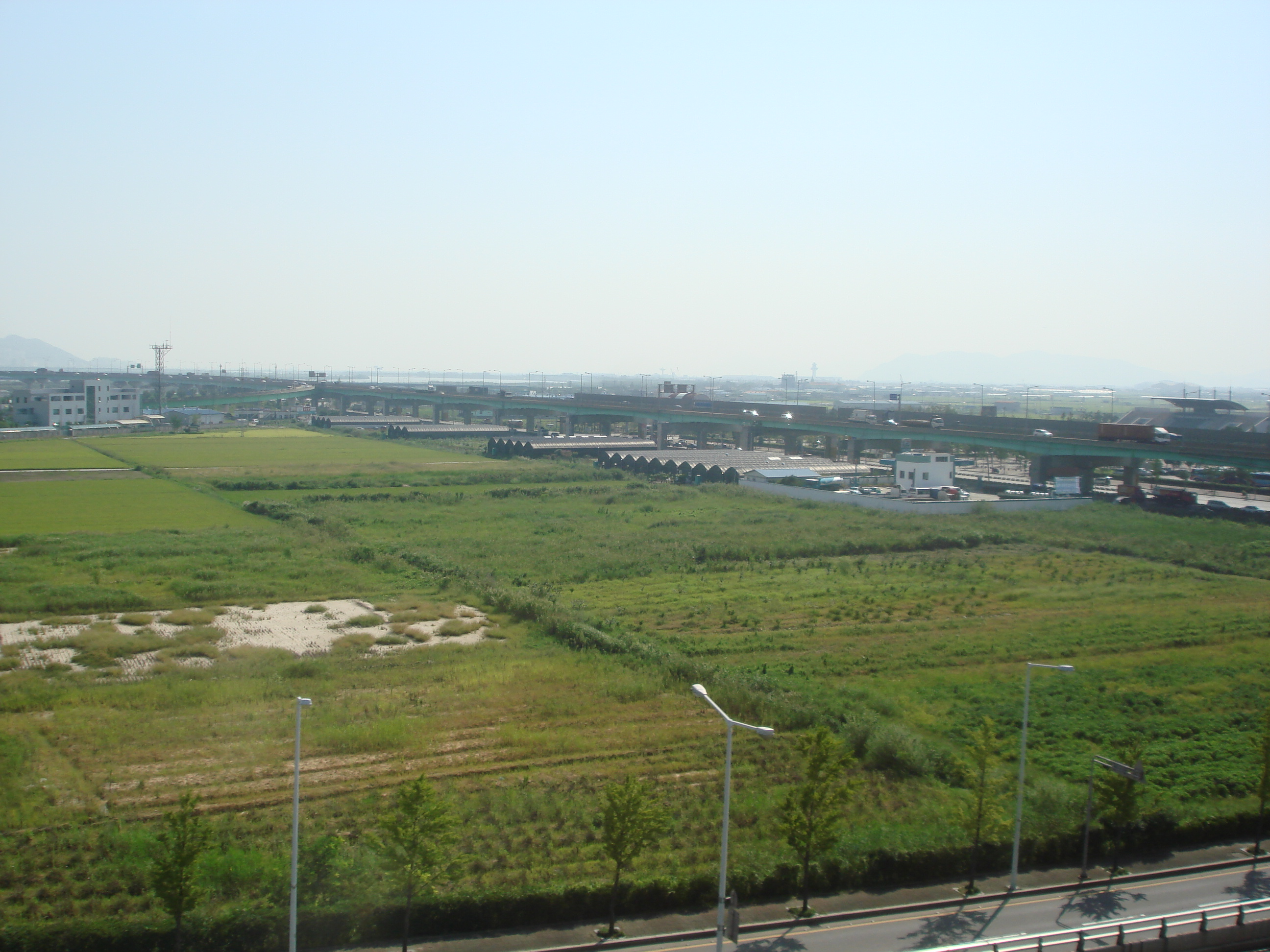
江西区北部（2007年9月）

行政洞は9洞、法定洞は22洞、区庁はデルタ北端の大渚洞にある。区庁長は姜仁吉（カン・インギル/강인길）。
| 行政洞   | 法定洞                                                         |
| -------- | -------------------------------------------------------------- |
| 大渚1洞  | 大渚1洞                                                        |
| 大渚2洞  | 大渚2洞                                                        |
| 江東洞   | 江東洞                                                         |
| 鳴旨1洞  | 鳴旨洞                                                         |
| 鳴旨2洞  | 鳴旨洞                                                         |
| 駕洛洞   | 竹林洞、食満洞、竹洞洞、鳳林洞                                 |
| 菉山洞   | 松亭洞、花田洞、菉山洞、生谷洞、九郎洞、智士洞、美音洞、凡方洞 |
| 加徳島洞 | 東仙洞、城北洞、訥次洞、天城洞、大項洞                         |
| 新湖洞   | 新湖洞                                                         |

### 警察
- 釜山江西警察署

### 消防
- 江西消防署

## 産業

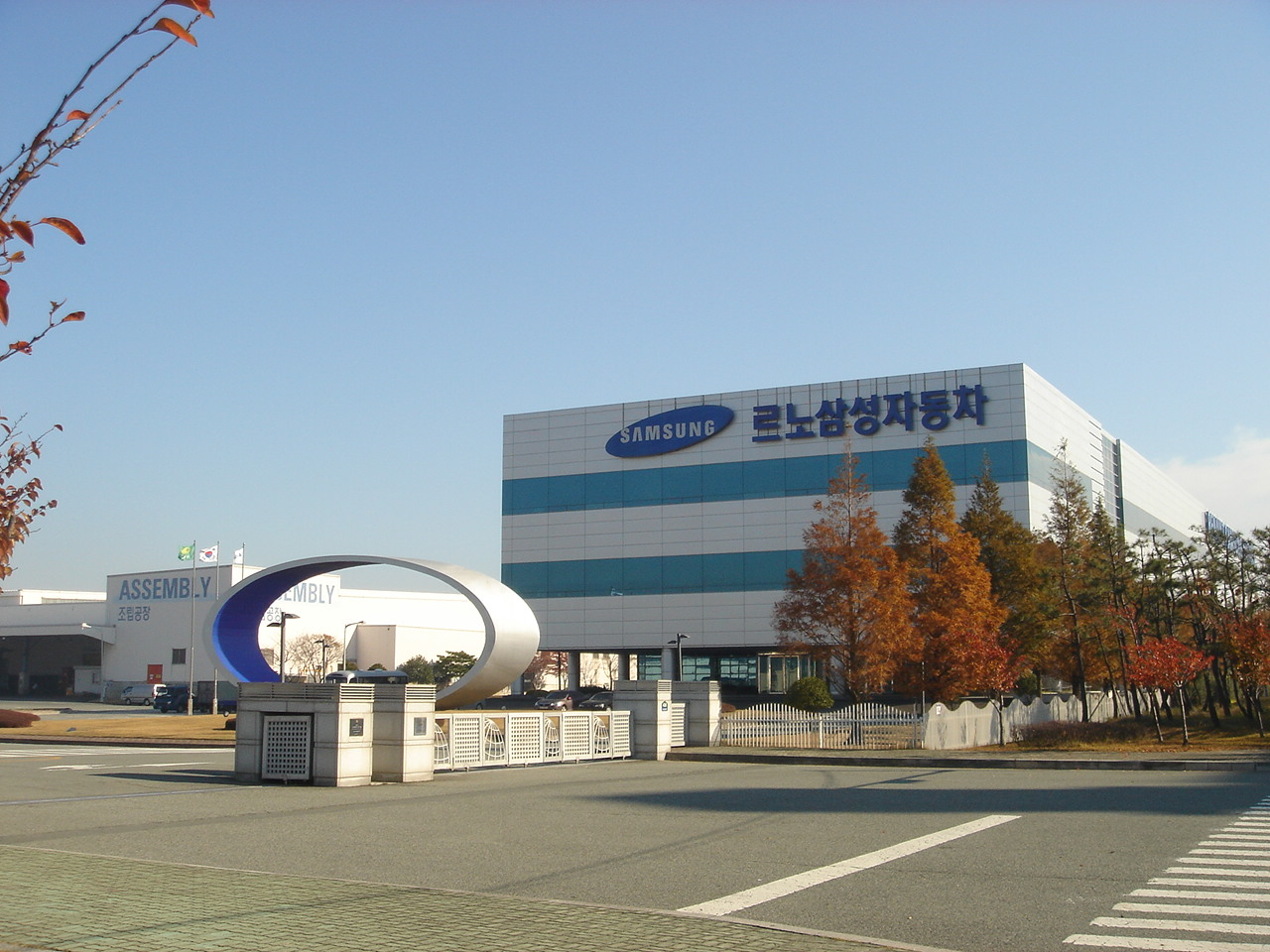
ルノーコリア自動車　釜山工場

区の南部（菉山洞新湖洞）に国内自動車メーカーであるルノーコリア自動車（旧・ルノーサムスン自動車）の釜山工場が建つものの、区公式サイトによれば、区の人口の53％が農漁業に従事しており、面積の約60％（106km2）が開発制限区域に指定されている。

## 姉妹区
国内
- 光州広域市南区
  - 1998年11月13日　姉妹結縁締結

## 交通

### 空港
- 金海国際空港

### 鉄道
- 韓国鉄道公社
  - 釜山新港線（貨物線）

釜山新港駅 - 北鉄送場駅
釜山新港駅 - 南鉄送場駅
- 釜山交通公社
  - 釜山都市鉄道3号線

江西区庁駅 - 体育公園駅 - 大渚駅
- 釜山-金海軽電鉄

西釜山流通地区駅 - 空港駅 - 徳斗駅 - 登亀駅 - 大渚駅 - 平江駅 - 大沙駅

### 港湾
- 釜山新港